# 钋化钙
钋化钙是一种无机化合物，化学式为CaPo，可由钙和钋在550 °C反应得到。在常压下，它以立方岩盐型结构结晶；高压（16.7 GPa）时发生相变，转化为氯化铯型结构。理论计算表明它是一种半导体。